# Colonia Paraíso, Veracruz
Colonia Paraíso är en ort i Mexiko.   Den ligger i kommunen Catemaco och delstaten Veracruz, i den sydöstra delen av landet, 400 km öster om huvudstaden Mexico City. Colonia Paraíso ligger 420 meter över havet och antalet invånare är 114. Den ligger vid sjön Laguna Catemaco.
Terrängen runt Colonia Paraíso är huvudsakligen kuperad, men åt sydost är den platt. Runt Colonia Paraíso är det ganska tätbefolkat, med 83 invånare per kvadratkilometer. Närmaste större samhälle är Catemaco, 1,5 km söder om Colonia Paraíso. 